# 13.ª etapa del Tour de Francia 2025
La 13.ª etapa del Tour de Francia 2025 tuvo lugar el 18 de julio de 2025 y consistió en una etapa cronoescalada con inicio en la localidad de Loudenvielle y final en Peyragudes, sobre un recorrido de 10,9 km. El vencedor fue el esloveno Tadej Pogačar del equipo UAE Team Emirates XRG, que también se colocó como líder de la prueba.

## Clasificación de la etapa
| Loudenvielle - Peyragudes | cronoescalada | (10,9 km) |

- Las clasificaciones de la etapa finalizaron de la siguiente forma:[3]

| \| Clasificación de la etapa \| Clasificación de la etapa \| Clasificación de la etapa \| Clasificación de la etapa \| Clasificación de la etapa \| \| Ciclista \| Ciclista \| Equipo \| Tiempo \| \| \| ------------------------- \| ------------------------- \| -------------------------- \| ------------------------- \| ------------------------- \| \| 1.º \| Tadej Pogačar \| UAE Team Emirates XRG \| 23 min 00 s \| \| \| 2.º \| Jonas Vingegaard \| Team Visma \\| Lease a Bike \| + 36 s \| \| \| 3.º \| Primož Roglič \| Red Bull-Bora-Hansgrohe \| + 1 min 20 s \| \| \| 4.º \| Florian Lipowitz \| Red Bull-Bora-Hansgrohe \| + 1 min 56 s \| \| \| 5.º \| Lucas Plapp \| Team Jayco AlUla \| + 1 min 58 s \| \| \| 6.º \| Matteo Jorgenson \| Team Visma \\| Lease a Bike \| + 2 min 03 s \| \| \| 7.º \| Oscar Onley \| Team Picnic-PostNL \| + 2 min 06 s \| \| \| 8.º \| Adam Yates \| UAE Team Emirates XRG \| + 2 min 15 s \| \| \| 9.º \| Lenny Martinez \| Bahrain Victorious \| + 2 min 21 s \| \| \| 10.º \| Felix Gall \| Decathlon-AG2R La Mondiale \| + 2 min 22 s \| \| |                  |                            |              |
| |                  |                            |              |
| Fuentes: ProCyclingStats Cycling Quotient |                  |                            |              |
| Clasificación de la etapa |                  |                            |              |
| Ciclista | Ciclista         | Equipo                     | Tiempo       |
| 1.º | Tadej Pogačar    | UAE Team Emirates XRG      | 23 min 00 s  |
| 2.º | Jonas Vingegaard | Team Visma \| Lease a Bike | + 36 s       |
| 3.º | Primož Roglič    | Red Bull-Bora-Hansgrohe    | + 1 min 20 s |
| 4.º | Florian Lipowitz | Red Bull-Bora-Hansgrohe    | + 1 min 56 s |
| 5.º | Lucas Plapp      | Team Jayco AlUla           | + 1 min 58 s |
| 6.º | Matteo Jorgenson | Team Visma \| Lease a Bike | + 2 min 03 s |
| 7.º | Oscar Onley      | Team Picnic-PostNL         | + 2 min 06 s |
| 8.º | Adam Yates       | UAE Team Emirates XRG      | + 2 min 15 s |
| 9.º | Lenny Martinez   | Bahrain Victorious         | + 2 min 21 s |
| 10.º | Felix Gall       | Decathlon-AG2R La Mondiale | + 2 min 22 s |

## Clasificaciones al final de la etapa

### Clasificación general(Maillot Jaune)[4]
| \| Clasificación general \| Clasificación general \| Clasificación general \| Clasificación general \| Clasificación general \| \| Ciclista \| Ciclista \| Equipo \| Tiempo \| \| \| --------------------- \| -------------------------- \| -------------------------- \| --------------------- \| --------------------- \| \| 1.º \| Tadej Pogačar \| UAE Team Emirates XRG \| 45 h 45 min 51 s \| \| \| 2.º \| Jonas Vingegaard \| Team Visma \\| Lease a Bike \| + 4 min 07 s \| \| \| 3.º \| Remco Evenepoel \| Soudal Quick-Step \| + 7 min 24 s \| \| \| 4.º \| Florian Lipowitz \| Red Bull-Bora-Hansgrohe \| + 7 min 30 s \| \| \| 5.º \| Oscar Onley \| Team Picnic-PostNL \| + 8 min 11 s \| \| \| 6.º \| Kévin Vauquelin \| Arkéa-B&B Hotels \| + 8 min 15 s \| \| \| 7.º \| Primož Roglič \| Red Bull-Bora-Hansgrohe \| + 8 min 50 s \| \| \| 8.º \| Tobias Halland Johannessen \| Uno-X Mobility \| + 10 min 36 s \| \| \| 9.º \| Felix Gall \| Decathlon-AG2R La Mondiale \| + 11 min 43 s \| \| \| 10.º \| Matteo Jorgenson \| Team Visma \\| Lease a Bike \| + 14 min 15 s \| \| |                            |                            |                  |
| |                            |                            |                  |
| Fuentes: ProCyclingStats Cycling Quotient |                            |                            |                  |
| Clasificación general |                            |                            |                  |
| Ciclista | Ciclista                   | Equipo                     | Tiempo           |
| 1.º | Tadej Pogačar              | UAE Team Emirates XRG      | 45 h 45 min 51 s |
| 2.º | Jonas Vingegaard           | Team Visma \| Lease a Bike | + 4 min 07 s     |
| 3.º | Remco Evenepoel            | Soudal Quick-Step          | + 7 min 24 s     |
| 4.º | Florian Lipowitz           | Red Bull-Bora-Hansgrohe    | + 7 min 30 s     |
| 5.º | Oscar Onley                | Team Picnic-PostNL         | + 8 min 11 s     |
| 6.º | Kévin Vauquelin            | Arkéa-B&B Hotels           | + 8 min 15 s     |
| 7.º | Primož Roglič              | Red Bull-Bora-Hansgrohe    | + 8 min 50 s     |
| 8.º | Tobias Halland Johannessen | Uno-X Mobility             | + 10 min 36 s    |
| 9.º | Felix Gall                 | Decathlon-AG2R La Mondiale | + 11 min 43 s    |
| 10.º | Matteo Jorgenson           | Team Visma \| Lease a Bike | + 14 min 15 s    |

### Clasificación por puntos(Maillot Vert)[5]
| Clasificación por puntos | Clasificación por puntos | Clasificación por puntos   | Clasificación por puntos | Clasificación por puntos |
| Ciclista                 | Ciclista                 | Equipo                     | Puntos                   |                          |
| ------------------------ | ------------------------ | -------------------------- | ------------------------ | ------------------------ |
| 1.º                      | Jonathan Milan           | Lidl-Trek                  | 231 pts                  |                          |
| 2.º                      | Tadej Pogačar            | UAE Team Emirates XRG      | 203 pts                  |                          |
| 3.º                      | Mathieu van der Poel     | Alpecin-Deceuninck         | 173 pts                  |                          |
| 4.º                      | Biniam Girmay            | Intermarché-Wanty          | 154 pts                  |                          |
| 5.º                      | Tim Merlier              | Soudal Quick-Step          | 150 pts                  |                          |
| 6.º                      | Jonas Vingegaard         | Team Visma \| Lease a Bike | 120 pts                  |                          |
| 7.º                      | Anthony Turgis           | Team TotalEnergies         | 117 pts                  |                          |
| 8.º                      | Jonas Abrahamsen         | Uno-X Mobility             | 90 pts                   |                          |
| 9.º                      | Quinn Simmons            | Lidl-Trek                  | 82 pts                   |                          |
| 10.º                     | Oscar Onley              | Team Picnic-PostNL         | 78 pts                   |                          |

### Clasificación de la montaña(Maillot à Pois Rouges)[6]
| Clasificación de la montaña | Clasificación de la montaña | Clasificación de la montaña | Clasificación de la montaña | Clasificación de la montaña |
| Ciclista                    | Ciclista                    | Equipo                      | Puntos                      |                             |
| --------------------------- | --------------------------- | --------------------------- | --------------------------- | --------------------------- |
| 1.º                         | Tadej Pogačar               | UAE Team Emirates XRG       | 37 pts                      |                             |
| 2.º                         | Lenny Martinez              | Bahrain Victorious          | 27 pts                      |                             |
| 3.º                         | Jonas Vingegaard            | Team Visma \| Lease a Bike  | 27 pts                      |                             |
| 4.º                         | Michael Woods               | Israel-Premier Tech         | 22 pts                      |                             |
| 5.º                         | Ben Healy                   | EF Education-EasyPost       | 16 pts                      |                             |
| 6.º                         | Florian Lipowitz            | Red Bull-Bora-Hansgrohe     | 16 pts                      |                             |
| 7.º                         | Bruno Armirail              | Decathlon-AG2R La Mondiale  | 15 pts                      |                             |
| 8.º                         | Mattias Skjelmose           | Lidl-Trek                   | 11 pts                      |                             |
| 9.º                         | Michael Storer              | Tudor Pro Cycling Team      | 10 pts                      |                             |
| 10.º                        | Tobias Halland Johannessen  | Uno-X Mobility              | 10 pts                      |                             |

### Clasificación del mejor joven(Maillot Blanc)[7]
| Clasificación del mejor joven | Clasificación del mejor joven | Clasificación del mejor joven | Clasificación del mejor joven | Clasificación del mejor joven |
| Ciclista                      | Ciclista                      | Equipo                        | Tiempo                        |                               |
| ----------------------------- | ----------------------------- | ----------------------------- | ----------------------------- | ----------------------------- |
| 1.º                           | Remco Evenepoel               | Soudal Quick-Step             | 45 h 53 min 15 s              |                               |
| 2.º                           | Florian Lipowitz              | Red Bull-Bora-Hansgrohe       | + 6 s                         |                               |
| 3.º                           | Oscar Onley                   | Team Picnic-PostNL            | + 47 s                        |                               |
| 4.º                           | Kévin Vauquelin               | Arkéa-B&B Hotels              | + 51 s                        |                               |
| 5.º                           | Ben Healy                     | EF Education-EasyPost         | + 9 min 33 s                  |                               |
| 6.º                           | Carlos Rodríguez              | Ineos Grenadiers              | + 13 min 20 s                 |                               |
| 7.º                           | Mattias Skjelmose             | Lidl-Trek                     | + 26 min 06 s                 |                               |
| 8.º                           | Romain Grégoire               | Groupama-FDJ                  | + 44 min 39 s                 |                               |
| 9.º                           | Joseph Blackmore              | Israel-Premier Tech           | + 55 min 56 s                 |                               |
| 10.º                          | Alex Baudin                   | EF Education-EasyPost         | + 58 min 07 s                 |                               |

### Clasificación por equipos(Classement par Équipe)[8]
| Clasificación por equipos | Clasificación por equipos       | Clasificación por equipos | Clasificación por equipos |
| Equipo                    | Equipo                          | Tiempo                    |                           |
| ------------------------- | ------------------------------- | ------------------------- | ------------------------- |
| 1.º                       | Team Visma \| Lease a Bike      | 137 h 47 min 08 s         |                           |
| 2.º                       | UAE Team Emirates XRG           | + 18 min 21 s             |                           |
| 3.º                       | Arkéa-B&B Hotels                | + 29 min 58 s             |                           |
| 4.º                       | Decathlon AG2R La Mondiale Team | + 36 min 56 s             |                           |
| 5.º                       | Red Bull-BORA-hansgrohe         | + 37 min 13 s             |                           |
| 6.º                       | Groupama-FDJ                    | + 1 h 09 min 49 s         |                           |
| 7.º                       | Movistar Team                   | + 1 h 13 min 05 s         |                           |
| 8.º                       | Ineos Grenadiers                | + 1 h 20 min 35 s         |                           |
| 9.º                       | XDS Astana Team                 | + 1 h 24 min 04 s         |                           |
| 10.º                      | Team TotalEnergies              | + 1 h 28 min 57 s         |                           |

## Abandonos
Ninguno.